# 「法」妻
《「法」妻》（英語：The Good Wife）是一部美國律政電視連續劇，2009年9月22日在CBS上首播。劇集由羅伯特·金及其妻蜜雪兒·金創作，由茱莉安娜·麥佳莉絲扮演此劇的主角，其餘主要演員為喬西·查爾斯及克莉絲汀·布蘭斯基。
劇集以美國近期發生的政客醜聞（如前紐約州長艾略特·斯皮策、前美國總統比爾·克林頓）為藍本，描繪一名政客的妻子，在丈夫被揭發召妓及貪污醜聞而被收監後，如何重拾人生的故事。
在2009年10月7日，CBS開綠燈讓本劇得完整一季的預訂，延長至22集，後再追加一集。在2010年1月14日，CBS續訂第二季，於同年9月28日播放第二季。2011年5月18日，CBS再續訂第三季，檔期將改於星期日晚上東岸9時正播放。2012年3月14日，CBS播出了第四季
2010年，茱莉安娜·麥佳莉絲贏得第67屆金球獎最佳劇情電視連續劇女主角及美國演員工會獎最佳劇情電視連續劇女主角。同年，阿奇·潘加比亦因她在此劇中的演出贏得艾美獎最佳女配角。
2014年，茱莉安娜·麥佳莉絲贏得第66屆黃金時段艾美獎最佳女主角

## 劇情
亞莉莎·佛里克是庫克縣州檢察官（State's attorney）彼得·佛里克的妻子，結婚後一直相夫教子，但十多年後某天彼得卻爆出召妓不忠醜聞，更因涉及貪污而被捕入獄判刑十年。雅麗為了自己與孩子的生計，不得不找上老朋友賈威爾，在他擔任合夥律師的「史登、洛克哈與嘉納」（Stern, Lockhart & Gardner）律師行，成為一名初級訴訟律師，更被迫與一起入職的年輕律師凱利·亞戈斯爭取職位。

## 演員表
| 演員                     | 角色                   | 粵語配音 (TVB)                                                | 季度 | 季度 | 季度 | 季度 | 季度 | 季度 | 季度 | 演出 集數 |
| 演員                     | 角色                   | 粵語配音 (TVB)                                                | 1    | 2    | 3    | 4    | 5    | 6    | 7    | 演出 集數 |
| ------------------------ | ---------------------- | ------------------------------------------------------------- | ---- | ---- | ---- | ---- | ---- | ---- | ---- | --------- |
| 茱莉安娜·麥佳莉絲        | 霍雅麗 Alicia Florrick | 謝潔貞                                                        | 主演 | 主演 | 主演 | 主演 | 主演 | 主演 | 主演 | 156       |
| 馬特·朱克瑞 Matt Czuchry | 倪家利 Cary Agos       | 伍博民(S.1-2) 雷霆(S.3) 陳卓智(S.4) 梁偉德(代配) 李鎮然(代配) | 主演 | 主演 | 主演 | 主演 | 主演 | 主演 | 主演 | 154       |
| 雅琪·潘嘉比              | 舒嘉蓮 Kalinda Sharma  | 林芷筠 余欣沛(代配) 黃瑩瑩(代配)                              | 主演 | 主演 | 主演 | 主演 | 主演 | 主演 |      | 134       |
| 格拉漢姆·菲利浦斯        | 霍撒克 Zach Florrick   | 張裕東 黃積權(代配)                                           | 主演 | 主演 | 主演 | 主演 | 主演 | 主演 | 主演 | 76        |
| 麥肯錫·維加              | 霍姬絲 Grace Florrick  | 何璐怡                                                        | 主演 | 主演 | 主演 | 主演 | 主演 | 主演 | 主演 | 100       |
| 喬西·查爾斯              | 賈威爾 Will Gardner    | 葉振聲 朱子聰(代配)                                           | 主演 | 主演 | 主演 | 主演 | 主演 | 客串 | 客串 | 108       |
| 克莉絲汀·布蘭斯基        | 洛戴雁 Diane Lockhart  | 袁淑珍 雷碧娜(代配)                                           | 主演 | 主演 | 主演 | 主演 | 主演 | 主演 | 主演 | 156       |
| 亞倫·甘明                | 高以理 Eli Gold        | 李錦綸                                                        | 常規 | 主演 | 主演 | 主演 | 主演 | 主演 | 主演 | 119       |
| 薩克·格雷尼爾            | 利大偉 David Lee       | 林保全(S.1) 陳永信(S.2-4)                                     | 常規 | 常規 | 常規 | 常規 | 主演 | 主演 | 主演 | 62        |
| 馬修·古迪                | Finn Polmar            | N/A                                                           |      |      |      |      | 主演 | 主演 |      | 28        |
| 古什·珍波                | Lucca Quinn            | N/A                                                           |      |      |      |      |      |      | 主演 | 22        |
| 傑弗里·迪恩·摩根         | Jason Crouse           | N/A                                                           |      |      |      |      |      |      | 主演 | 19        |
| 克里斯·諾斯              | 霍彼得 Peter Florrick  | 潘文柏 陳欣(代配)                                             | 常規 | 常規 | 常規 | 常規 | 常規 | 常規 | 常規 | 101       |
| Mary Beth Peil           | 霍潔琪 Jackie Florrick | 蔡惠萍                                                        | 常規 | 常規 | 常規 | 常規 | 常規 | 常規 | 常規 | 49        |

### 主要角色
- 茱莉安娜·麥佳莉絲 飾 霍雅麗（Alicia Florrick）

庫克縣前州檢察官霍彼得的妻子。在彼得的案子東窗事發後，為了家庭而重操舊業當起律師，並進入「史洛賈」工作。十多年後再重返律師界工作，雅麗被迫從律師行的底層重新開始。除了要應付丈夫的性醜聞所帶來的影響外，雅麗更要努力在家庭和工作中取得平衡。第二季中，雅麗發現彼得曾與好友嘉蓮有外遇，於是忿而與彼得分居，但後來關係好轉。分居後一度與威爾發展婚外情，但已於第三季中段分手。
- 喬西·查爾斯 飾 賈威爾（Will Gardner）

雅麗的大學時代同學，在彼得的醜聞案爆發後對雅麗伸出援手，讓她進入律師行工作。是「史洛賈」的冠名合夥人之一。他對雅麗的情感隨著共事的關係開始逐漸重新萌芽，於第三季與雅麗發展婚外情，並於同一季中分手。在第三季中被人告發曾於十多年前盜用客戶款項，因而被罰停牌六個月。於第五季結局在法院遭到委託人槍殺身亡。
- 雅琪·潘嘉比 飾 舒嘉蓮（Kalinda Sharma）

律師行的調查員。加入律師行前曾為當時是州檢察官的彼得工作，後來被彼得指控私下賺外快而被解雇。具有出色的調查能力，多次為律師行官司找到關鍵証據，成為致勝關鍵，但有時會以不道德的手法進行調查。在高伊萊加入律師行後偶爾會為他調查對彼得的政治對手不利的証據，但主要以律師行的工作為重。劇情暗示嘉蓮並非其真名，原名可能是Leela。已婚，但與丈夫關係緊張，經常發生肢體衝突，甚至持槍威嚇，雅麗詢問時形容丈夫為「偶爾危險的人」。雅麗視她為好朋友，但在彼得以往身為州檢察官時，她與彼得曾有一次外遇卻從未向雅麗坦白，第二季中被雅麗發現後二人形同陌路人，但已於第三季和好。第四季中，於劇中從未露面的丈夫現身並入侵嘉蓮的生活，其危險程度令嘉蓮非常希望他能離開芝加哥，甚至令一向在工作中專注的嘉蓮經常因擔心而失神。在第六季結局向州檢提供芝加哥最大毒梟雷蒙·畢夏普販毒的證據應而逃亡。
- 克莉絲汀·布蘭斯基 飾 洛戴雁（Diane Lockhart）

律師行的冠名合夥人之一。女權主義者、民主黨人士。思想自由、立場堅定，對很多事有強烈意見，如極度反感武器及暴力，但曾與一位支持共和黨、茶黨運動的保守彈道專家談情。具出色的管理能力，例如曾以三言兩語便解決了高以理和李大衛之間的紛爭。與另一冠名合夥人威爾關係很好，在威爾被揭發十多年前曾貪污時試圖解決此事，其後威爾被停牌時亦設法阻法他的冠名合夥人地位被其他合夥人取代，第四季中信託人曾試圖離間二人的關係，但兩人均向對方坦白，戴安其後向信託人表示希望繼續與威爾合作，化解了危機。
- 马特·朱克瑞 飾 倪家利（Cary Agos）

與雅麗一起入職的初級律師。後來在爭奪律師所正式職位中輸給了雅麗，第二季轉為州檢察官徐嘉年工作，第三季彼得當選州檢察官時改為為彼得工作，但其後辭職，返回律師行工作。第一季季初因與雅麗競爭失敗，雙方關係一度惡化，但其後和好，雅麗被大陪審團質問時試圖為她化解危機，雅麗亦在家利想重返律師行時為他說好話。
- 格拉汉姆·菲利浦斯 飾 霍撒克（Zachary "Zach" Florrick）

雅麗及彼得之子。第一季時女友碧加利用他來偷取消息發佈在網上，傷害雅麗，最終被高以理阻止。第二季時他們合作幫助彼得的第二度選舉，成功打擊並逼使徐嘉年退出選舉。頭腦聰明，例如發現有不明人士在家門外逗留後嘗試用具攝錄功能的隨身聽偷拍家門；父親在家中監禁期間擅自外出觸發警報器，撒克急忙用滑板破壞警報器並訛稱是自己玩耍時誤觸；在公路上被警察刻意刁難並告上法庭後，上網尋找相同受害者並製作影片諷刺該警察，最終警察撤銷訴罪並道歉。
- 麦肯锡·维加 飾 霍姬絲（Grace Florrick）

雅麗及彼得之女。受朋友的影響下信仰基督教。在第七季中，由于Alicia在家中开办了自己的个人律师事务所，Grace成为了母亲的助手。
- 亞倫·甘明 飾 高以理（Eli Gold）

彼得的新任形象顧問和競選經理，於第一季第15集起登場。現實人物拉姆·伊曼紐爾是高伊萊此角的模型。為第二季為彼得處理一切競選事務，並開始成為常規角色之一。有一女兒Marissa，與妻離婚，亦於第二季與Natalie Forres（艾美莉卡·弗利卡飾演）有過短暫的曖昧關係。對政治圈子甚為熟悉，不時以各種手段攻擊或反擊攻治對手。識人甚廣，但與不喜歡的人交際時經常以虛偽的笑容諷刺或口出惡言。與雅麗關係良好，雖然雅麗「好妻子」的身份對彼得的形象十分有幫助，但非必要時都儘量不要求雅麗接受訪問。第四季中助彼得競逐伊利諾伊州州長一職，嘗試為他解決一個對手虛構的性醜聞，並阻止弄巧成拙的彼得母親過度參與競選活動。

### 配角
- 克里斯·諾斯 飾 彼得·佛里克（Peter Florrick）

庫克郡前州檢察官，亞莉莎的丈夫。第二季重新競選州檢察官，最終在雅麗、伊萊和查克的幫助下成功。第四季中競逐伊利諾伊州州長一職。成功競選州檢察官後，雅麗因為得悉他與嘉蓮的外遇而將他趕出家門，後來關係有所改善。
- 瑪麗·貝絲·佩爾 飾 霍潔琪（Jackie Florrick）

彼得的母親、亞莉莎的婆婆、葛莉絲及查克的祖母。為兒子感到十分驕傲，拒絕面對他兒子的錯失，常常為兒子的性醜聞辯解，但其實是弄巧反拙。經常與雅麗發生爭執，並多次嘗試控制雅麗一部分的生活，例如曾嘗試入侵她電腦，私自付了房子的首期以取得房子部分擁有權等。不時向雅麗耍手段，例如中風後向兒子示弱，但同時趁兒子不覺用眼神向雅麗挑釁。姬絲和撒克都曾表示討厭她。
- 泰塔斯·威利弗 飾 徐嘉年（Glenn Childs）

庫克縣的前州檢察官，彼得的政敵。在第二季參與競選州檢察官，當撒克與碧嘉向以理揭發了徐嘉年僱傭非法移民作保姆，並試圖用錢把事件隱瞞後，被逼退出選舉。
- 祖·莫頓 飾 高丹尼（Daniel Golden）

彼得的辯護律師。
- Michael Ealy 飾 戴瑞克·邦德（Derrick Bond）

第二季律師行加入的新合夥人。曾離間戴雁與威爾的關係，後被威爾發覺，二人聯手於第二季後期用合夥人投票方式將他從冠名合夥人中除名，趕走了他。
- Anika Noni Rose 飾 溫蒂·史考特·卡爾（Wendy Scott-Carr）

第二季州檢察官選舉的第三名候選人。被以理揭發醜聞後競選失敗。在第三季中被彼得聘請，以十多年前的貪污案起訴威爾，但最終失敗收場，更因審訊期間嚴重冒犯了雅麗而被彼得辭退。
- 斯科特·波特 飾 布雷克·卡拉馬（Blake Calamar）

第二季律師行的新調查員，原為戴瑞克工作，與嘉蓮不和。有黑幫背景，曾為芝加哥頭號黑幫人物雷蒙·畢夏普工作過。第二季後期嘉蓮讓畢夏普認為布雷克與他的前妻有外遇而下令追殺他，因此逃亡失蹤，但他在逃走前亦向馬坦及一位記者透露了嘉蓮與彼得的外遇。

### 小角色
- Chris Butler 飾 馬坦·布洛迪（Matan Brody）

檢察官之一，與雅麗之間常有機會於法庭交手。第二季選舉近乎完畢時，Blake向他透露了關於嘉蓮與彼得的外遇，馬丹為求於州檢察官交接中保住飯碗，於是與彼得作交易隱瞞此事。在第七季初，他又和Alicia在保释金法庭交锋。
- Kevin Conway 飾 喬納斯·史登（Jonas Stern）

史洛賈律師行的創辦合夥人之一，罹患阿兹海默症卻不想公開，最後離開了律師事務所，並拉走了三分之一的客源。第一季第19集時再度登場，但卻與威爾及黛安成為敵對立場。第二季再度與「洛賈」律師事務所對壘，但出場不久即病逝。
- Dreama Walker 飾 碧加（Becca）

撒克的同學及女友。但她將彼得與亞莉莎的八卦消息寫進推特中宣揚，而遭到伊萊警告。
- 加利·高爾 飾 寇特·麥克維（Kurt McVeigh）

律師行雇用的彈道學專家。對黛安有感情關係，第二季邀請黛安與他離開芝加哥不果，二人分道揚鑣。共和黨、茶黨支持者，與黛安的民主黨政見不合，但二人反而沒有因此不和，更以此互相開玩笑。
- Francie Swift 飾 凱雅·波爾（Kya Poole）

彼得的公關經紀人，後被高伊萊取代。
- 大衛·佩默 飾 法官Richard Cuesta

雅麗再任律師時首名遇到的法官。自稱是彼得的政治盟友。
- 凱特·博頓 飾 法官Victoria Adler

首席法官。民主黨人士，曾表示支持戴安成為法官。受貪污醜聞纏身。第二季時退休後被誤會為州檢察官第三名候選人，但其實她是在幕後支持溫蒂·史考特·卡爾出馬競選。
- 丹尼斯·歐哈拉 飾 法官Charles Abernathy

表現較感性、和氣的法官，曾在喬納斯·史登死後帶領庭上眾人默哀。不時會勸喻庭上的律師去捐血或捐贈器官助人（勸喻各人要定期捐血後，眾律師均在第二次開庭時貼上“已捐血”的貼紙以討好法官），亦曾提醒庭上各人溫室效應的嚴重性。
- 安娜·基斯提亞（英语：Ana Gasteyer） 飾 法官Patrice Lessner

一位經常要求律師作辯詞時加上「我認為（in my opinion）」的法官。
- 珍·亞歷山大 飾 法官Suzanne Morris

一位對執法機關較有偏見的法官，認為他們工作不認真及官僚主義嚴重，常偏袒被告一方。
- 瑪莎·普林頓 飾 珮蒂·奈候（Patti Nyholm）

於每季多次出現的對台律師。「史洛賈」的律師都對她很不滿。第一季藉懷孕及照顧初生女兒，多番為己方爭取好處或拖延時間。第二季再出現時與雅麗對台，但突然被僱主解僱，於是聘請威爾他們控告原僱主。她既從威爾一方偷取情報倒賣，又發放少許線索，讓威爾一方暫取上風，恐嚇原僱主要協助威爾打嬴案件，軟硬兼施下成功嬴回屬於自己的職位。她經常諷刺威爾與雅麗的關係，稱威爾為雅麗的「男朋友」。
- Carrie Preston 飾 屠愛萍（Elsbeth Tascioni）

與「洛賈」有友好關係的律師，行事怪異，有專注力失調，但經常利用意想不到的技巧去解決案件。第一季為彼得律師團隊其中一員。第三季幫助解決雅麗與稅務局的爭議。第四季幫威爾洗脫賄賂法官罪，換取停牌半年的懲罰。
- Zach Grenier 飾 大衛·李（David Lee）

律師行的家庭法律師，主力離婚案件。對戴瑞克和伊萊十分不滿。第三季時嘗試在威爾停牌時取而代之但最終失敗，第四季時嘗試在律師行嚴重負債時取回資本再離開，卻被信託人巧妙地阻止。
- Renee Goldsberry 飾 珍妮瓦·派恩（Geneva Pine）

第二季家利的同事，同為助理州檢察官（Assistant State's Attorney，ASA）為律師行的對手。
- 提姆·吉尼 飾 安德魯·懷利（Andrew Wiley）

第二季加入州檢察處的調查員，是嘉蓮與Blake的對手。出場時經常帶著女兒。後期查到彼得曾與嘉蓮外遇的事件（但他只查到Leela一名，估計不清楚Leela是嘉蓮），並在彼得嬴得選舉當夜告知雅麗。
- Mike Pniewski 飾 法蘭克·蘭度（Frank Landau）

民主黨全國委員會主席。最初不看好彼得的參選，勸喻彼得退選。後來彼得開始翻身時他就立即支持彼得一方。亦表示支持彼得繼續參選州長等。他過於衝動，有時造成反效果，危害彼得的選舉。
- Dallas Roberts 飾 歐文·卡文諾（Owen Cavanaugh）

雅麗的弟弟。愛開玩笑、公開的同性戀者，對彼得亦不是十分滿意，支持姐姐追求自己的感情，出奇地與潔琪關係很好。
- 麥克·寇特 飾 雷蒙·畢夏普（Lemond Bishop）

芝加哥及華盛頓的黑幫風雲人物。庫克縣州檢察處一直企圖放長線釣大魚抓住他。布雷克曾是他的下屬，亦與戴瑞克有合作關係。後來威爾與戴安試圖將他搶過來但不成功。後來尋找「洛賈」律師行作離婚，他因為惱怒於妻子和其律師的貪得無厭和讓他的兒子受律師質問而派人殺掉妻子。
- Mamie Gummer 飾 南西·克羅西（Nancy Croizer）

密歇根州來的律師。曾與雅麗有對台和合作。經常表現得十分天真和保守，羞於提及性事，以博取法官和陪審團好感。曾暗地裡於與雅麗的合作中，把賠償責任轉嫁於雅麗的客戶。她經常諷刺雅麗的髮型或外套和她媽媽的品味相同。
- 米高·J·霍士 飾 路易·坎寧（Louis Canning）

有身體殘障的律師。常借殘障來吸引陪審團的注意，用以妨礙對手的質詢。第二季後期自立門戶，更在喬納斯·史登死前收購了他的律師事務所，與雅麗等人對台。曾意圖挖角雅麗到他的律師事務所工作。
- 麗塔·威爾遜 飾 薇奧拉·沃許（Viola Walsh）

戴安的老朋友。薇奧拉將一個客人轉給戴安，想與她一起搾取那名客人的金錢，但反而戴安打嬴官司、搶走客人，令二人反面。後來一名中國異見分子請律師行控告薇奧拉的客人，成為對台。薇奧拉亦想讓雅麗過檔為她工作，不過她與坎寧一樣被拒。
- Michael Boatman 飾 朱利亞斯·凱恩（Julius Cain）

律師行的一員，多次與雅麗合作。堅持律師行應多聘請有色人種。第二季後期與威爾、戴安聯手對付戴瑞克，朱利亞斯受威爾指使假裝投向戴瑞克一方，讓他錯判形勢而在投票中失敗。
- Sonequa Martin 飾 柯特妮·威爾斯（Courtney Wells）

雅麗與家利的助手。
- Terry Kinney 飾 葛子雷（Gerald Kozko）

房地產商，與彼得熟識，卻也是彼得所涉案件的關係人之一。但在被彼得與檢方兩造的逼迫之下，以偽裝投河自殺方式隱匿行蹤。
- Jess Weixler 飾 布洛冰（Robyn Burdine）

律師行第二位調查員，第四季第16集開始在律師行工作，由嘉蓮負責培訓。

## 製作
創作人羅伯·金及蜜雪兒·金夫婦，與列尼·史葛及東尼·史葛一起擔任執行監製。

## 劇集

### 第一季
| 集數 | # | 題目       | 導演                | 編劇                        | 收視率 (百萬)(美國) | 播映日期       |
| ---- | - | ---------- | ------------------- | --------------------------- | ------------------- | -------------- |
| 1    | 1 | Pilot      | Charles McDougall   | Robert King & Michelle King | 13.71               | 2009年9月22日  |
| 2    | 2 | Stripped   | Charles McDougall   | Robert King & Michelle King | 13.69               | 2009年9月29日  |
| 3    | 3 | Home       | Scott Ellis         | Dee Johnson                 | 13.69               | 2009年10月6日  |
| 4    | 4 | Fixed      | Dan Minahan         | Todd Ellis Kessler          | 12.98               | 2009年10月13日 |
| 5    | 5 | Crash      | Gloria Muzio        | Ted Humphrey                | 13.26               | 2009年10月20日 |
| 6    | 6 | Conjugal   | Rod Holcomb         | Angela Amato Velez          | 12.74               | 2009年11月3日  |
| 7    | 7 | Unorthodox | John Polson         | Robert King & Michelle King | 13.35               | 2009年11月10日 |
| 8    | 8 | Unprepared | Jim McKay           | Corinne Brinkerhoff         | 12.70               | 2009年11月17日 |
| 9    | 9 | Threesome  | James Whitmore, Jr. | Ted Humphrey                | 12.53               | 2009年11月24日 |

### 第二季
1. Taking Control
2. Double Jeopardy
3. Breaking Fast
4. Cleaning House
5. VIP Treatment
6. Poisoned Pill
7. Bad Girls
8. On Tap
9. Nine Hours
10. Breaking Up
11. Two Courts
12. Silly Season
13. Real Deal
14. Net Worth
15. Silver Bullet
16. Great Firewall
17. Ham Sandwich
18. Killer Song
19. Wrongful Termination
20. Foreign Affairs
21. In Sickness
22. Getting Off
23. Closing Arguments

### 第四季
| 集數 | #  | 題目                       | 導演                 | 編劇                                                               | 播映日期       | 收視率 (百萬)(美國) |
| ---- | -- | -------------------------- | -------------------- | ------------------------------------------------------------------ | -------------- | ------------------- |
| 69   | 1  | I Fought the Law           | Michael Zinberg      | Robert King & Michelle King                                        | 2012年9月30日  | 9.93                |
| 70   | 2  | And the Law Won            | Rosemary Rodriguez   | Ted Humphrey                                                       | 2012年10月7日  | 8.95                |
| 71   | 3  | Two Girls, One Code        | Brooke Kennedy       | Robert King & Michelle King                                        | 2012年10月14日 | 9.12                |
| 72   | 4  | Don't Haze Me, Bro         | Michael Zinberg      | Keith Eisner                                                       | 2012年10月21日 | 10.02               |
| 73   | 5  | Waiting for the Knock      | Frederick E. O. Toye | Leonard Dick                                                       | 2012年10月28日 | 9.51                |
| 74   | 6  | The Art of War             | Josh Charles         | Robert King & Michelle King & Ted Humphrey                         | 2012年11月4日  | 9.93                |
| 75   | 7  | Anatomy of a Joke          | James Whitmore, Jr.  | Craig Turk & Robert King & Michelle King                           | 2012年11月11日 | 9.02                |
| 76   | 8  | Here Comes the Judge       | Rosemary Rodriguez   | Meredith Averill                                                   | 2012年11月18日 | 9.94                |
| 77   | 9  | A Defense of Marriage      | Brooke Kennedy       | Teleplay by: Robert King & Michelle King Story by: Matthew Montoya | 2012年11月25日 | 9.45                |
| 78   | 10 | Battle of the Proxies      | Griffin Dunne        | Ted Humphrey                                                       | 2012年12月2日  | 9.70                |
| 79   | 11 | Boom De Yah Da             | Félix Alcalá         | Nichelle Tramble Spellman                                          | 2013年1月6日   | 9.96                |
| 80   | 12 | Je Ne Sais What?           | Matt Shakman         | Jacqueline Hoyt                                                    | 2013年1月13日  | 10.04               |
| 81   | 13 | The Seven Day Rule         | Michael Zinberg      | Keith Eisner                                                       | 2013年1月27日  | 9.35                |
| 82   | 14 | Red Team, Blue Team        | Jim McKay            | Robert King & Michelle King                                        | 2013年2月17日  | 8.35                |
| 83   | 15 | Going for the Gold         | Rosemary Rodriguez   | Leonard Dick                                                       | 2013年3月3日   | 8.99                |
| 84   | 16 | Runnin' with the Devil     | Christopher Misiano  | Meredith Averill                                                   | 2013年3月10日  | 9.21                |
| 85   | 17 | Invitation to an Inquest   | Kevin Hooks          | Teleplay by: Julia Wolfe & Matthew Montoya Story by: Julia Wolfe   | 2013年3月17日  | 9.08                |
| 86   | 18 | Death of a Client          | Robert King          | Robert King & Michelle King                                        | 2013年3月24日  | 9.59                |
| 87   | 19 | The Wheels of Justice      | Frederick E. O. Toye | Jacqueline Hoyt                                                    | 2013年3月31日  | 8.59                |
| 88   | 20 | Rape: A Modern Perspective | Brooke Kennedy       | J. C. Nolan                                                        | 2013年4月14日  | 10.14               |
| 89   | 21 | A More Perfect Union       | Michael Zinberg      | Craig Turk                                                         | 2013年4月21日  | 9.02                |
| 90   | 22 | What's in the Box?         | Robert King          | Robert King & Michelle King                                        | 2013年4月28日  | 9.13                |

## 續集改編
CBS在此劇完結後，開始播衍生劇《傲骨之战》，由洛戴雁等原劇配角當主角來延續故事。當中，洛戴雁加入了新的律師事務所，有新的經歷，但每集的情節仍差不多，一樣讓律師有新的案件，另加插角色的私人生活。
韓國於2016年播出韓版「法」妻《Good Wife》，而日本於2019年播出日版「法」妻《Good Wife》。

## 備註
2014年4月下旬, 该剧在中国因政策原因逼迫下架，涉及视频网站包括搜狐视频、优酷及腾讯视频等。
2016年2月7日，CBS在第50届超级碗美式足球賽期间确认，本剧将在本季播完后剧终，最后一集将于2016年5月8日播出。

## 參註
1. ↑  James Hibberd. . The Hollywood Reporter: The Live Feed. 2009-10-07  [2009-11-12]. （原始内容存档于2009-10-11）.
2. ↑  Michael Ausiello. . EW.com. November 4, 2009  [December 16, 2009]. （原始内容存档于2010-01-06）.
3. ↑  Michael Schneider. . 綜藝 (雜誌). January 14, 2010  [January 14, 2010]. （原始内容存档于2012-05-06）.
4. ↑  . CBS.   [February 16, 2011]. （原始内容存档于2011-06-28）.
5. ↑  Catriona Wightman. . Digital Spy. May 18, 2011  [May 18, 2011]. （原始内容存档于2011-07-22）.
6. ↑  Gorman, Bill. . TV by the Numbers. March 14, 2012  [April 27, 2012]. （原始内容存档于2012-03-26）.
7. ↑  第66屆艾美獎主要得獎名單 （页面存档备份，存于），中央社，2014年8月26日
8. ↑  Robert Seidman. . TVbytheNumbers.com. September 23, 2009  [January 14, 2010]. （原始内容存档于2009-09-27）.
9. ↑  Robert Seidman. . TVbytheNumbers.com. October 6, 2009  [January 19, 2010]. （原始内容存档于2009-10-10）.
10. ↑  Robert Seidman. . TVbytheNumbers.com. October 7, 2009  [January 14, 2010]. （原始内容存档于2010-03-17）.
11. ↑  Robert Seidman. . TVbytheNumbers.com. October 20, 2009  [January 19, 2010]. （原始内容存档于2009-10-23）.
12. ↑  Robert Seidman. . TVbytheNumbers.com. October 21, 2009  [January 14, 2010]. （原始内容存档于2012-04-13）.
13. ↑  Robert Seidman. . TVbytheNumbers.com. November 10, 2009  [January 19, 2010]. （原始内容存档于2010-04-20）.
14. ↑  Robert Seidman. . TVbytheNumbers.com. November 11, 2009  [January 14, 2010]. （原始内容存档于2012-04-13）.
15. ↑  Robert Seidman. . TVbytheNumbers.com. November 18, 2009  [January 14, 2010]. （原始内容存档于2012-04-13）.
16. ↑  Seidman, Robert. . TVbytheNumbers.com. December 2, 2009  [January 19, 2010]. （原始内容存档于2009-12-05）.
17. ↑  Bibel, Sarah. . TV by the Numbers. October 2, 2012  [October 2, 2012]. （原始内容存档于2012-10-27）.
18. ↑  Kondolojy, Amanda. . TV By the Numbers. October 9, 2012  [October 9, 2012]. （原始内容存档于2012-10-11）.
19. ↑  Bibel, Sara. . TV by the Numbers. October 16, 2012  [October 16, 2012]. （原始内容存档于2012-12-14）.
20. ↑  Kondolojy, Amanda. . TV by the Numbers. October 23, 2012  [October 23, 2012]. （原始内容存档于2013-02-10）.
21. ↑  Bibel, Sara. . TV by the Numbers. October 30, 2012  [October 30, 2012]. （原始内容存档于2012-11-01）.
22. ↑  Kondolojy, Amanda. . TV by the Numbers. November 6, 2012  [November 6, 2012]. （原始内容存档于2012-11-23）.
23. ↑  Bibel, Sara. . TV by the Numbers. November 13, 2012  [November 13, 2012]. （原始内容存档于2012-12-10）.
24. ↑  Kondolojy, Amanda. . TV by the Numbers. November 20, 2012  [November 20, 2012]. （原始内容存档于2014-06-09）.
25. ↑  Bibel. . TV by the Numbers. November 27, 2012  [November 28, 2012]. （原始内容存档于2012-12-17）.
26. ↑  Kondolojy, Amanda. . TV by the Numbers. December 4, 2012  [December 4, 2012]. （原始内容存档于2013-10-13）.
27. ↑  Bibel, Sara. . TV by the Numbers. January 8, 2013  [January 30, 2013]. （原始内容存档于2013-04-06）.
28. ↑  Kondolojy, Amanda. . TV by the Numbers. January 15, 2013  [January 15, 2013]. （原始内容存档于2014-01-15）.
29. ↑  Kondolojy, Amanda. . TV by the Numbers. January 29, 2013  [January 30, 2013]. （原始内容存档于2013-04-06）.
30. ↑  Bibel, Sara. . TV by the Numbers. February 20, 2013  [March 4, 2013]. （原始内容存档于2014-04-08）.
31. ↑  Bibel, Sara. . TV by the Numbers. March 5, 2013  [March 5, 2013]. （原始内容存档于2013-10-13）.
32. ↑  Kondolojy, Amanda. . Zap2it. TV by the Numbers. March 12, 2013  [March 12, 2013]. （原始内容存档于2013-10-15）.
33. ↑  Bibel, Sara. . Zap2it. TV by the Numbers. March 19, 2013  [March 19, 2013]. （原始内容存档于2013-04-06）.
34. ↑  Kondolojy, Amanda. . Zap2it. Tv by the Numbers. March 26, 2013  [March 31, 2013]. （原始内容存档于2013-06-27）.
35. ↑  Bibel, Sara. . Zap2it. TV by the Numbers. April 2, 2013  [April 3, 2013]. （原始内容存档于2014-05-24）.
36. ↑  Bibel, Sara. . TV by the Numbers. April 16, 2013  [April 17, 2013]. （原始内容存档于2013-06-27）.
37. ↑  Kondolojy, Amanda. . TV by the Numbers. April 23, 2013  [April 23, 2013]. （原始内容存档于2013-06-27）.
38. ↑  Bibel, Sara. . TV by the Numbers. April 30, 2013  [April 30, 2013]. （原始内容存档于2014-06-06）.
39. ↑  . 网易新闻.   [2014-04-27]. （原始内容存档于2014-04-29）.
40. ↑  . USAToday. 2016-02-08  [2016-02-09]. （原始内容存档于2020-12-04）.

## 外部連結
- CBS官方網站
- 互联网电影数据库（IMDb）上《「法」妻》的资料（英文）
- . TVGuide.   [2010-04-30]. （原始内容存档于2020-09-29）.